# Widłogonka widlica
Widłogonka widlica, widłogonka sochatka, dziwaczka widlica, leszczotka widlica (Furcula furcula) – gatunek motyla z rodziny garbatkowatych. Gąsienice żerują na brzozach, bukach, wierzbach i topolach. Osobniki dorosłe aktywne są nocą.

## Taksonomia
Gatunek ten opisany został po raz pierwszy w 1759 roku przez Carla Alexandra Clercka pod nazwą Phalaena (Bombyx) furcula. W jego obrębie wyróżnia się podgatunki:
- Furcula furcula aiatar (Schilde, 1874)
- Furcula furcula forficula (Fischer v. Waldheim, 1820)
- Furcula furcula furcula (Clerck, 1759)
- Furcula furcula fuscinula (Hübner, 1800)
- Furcula furcula intercalaris (Grum-Grshimailo, 1899)
- Furcula furcula pulvigera (Staudinger, 1901)
- Furcula furcula sangaica (Moore, 1877)

## Morfologia

### Owad dorosły

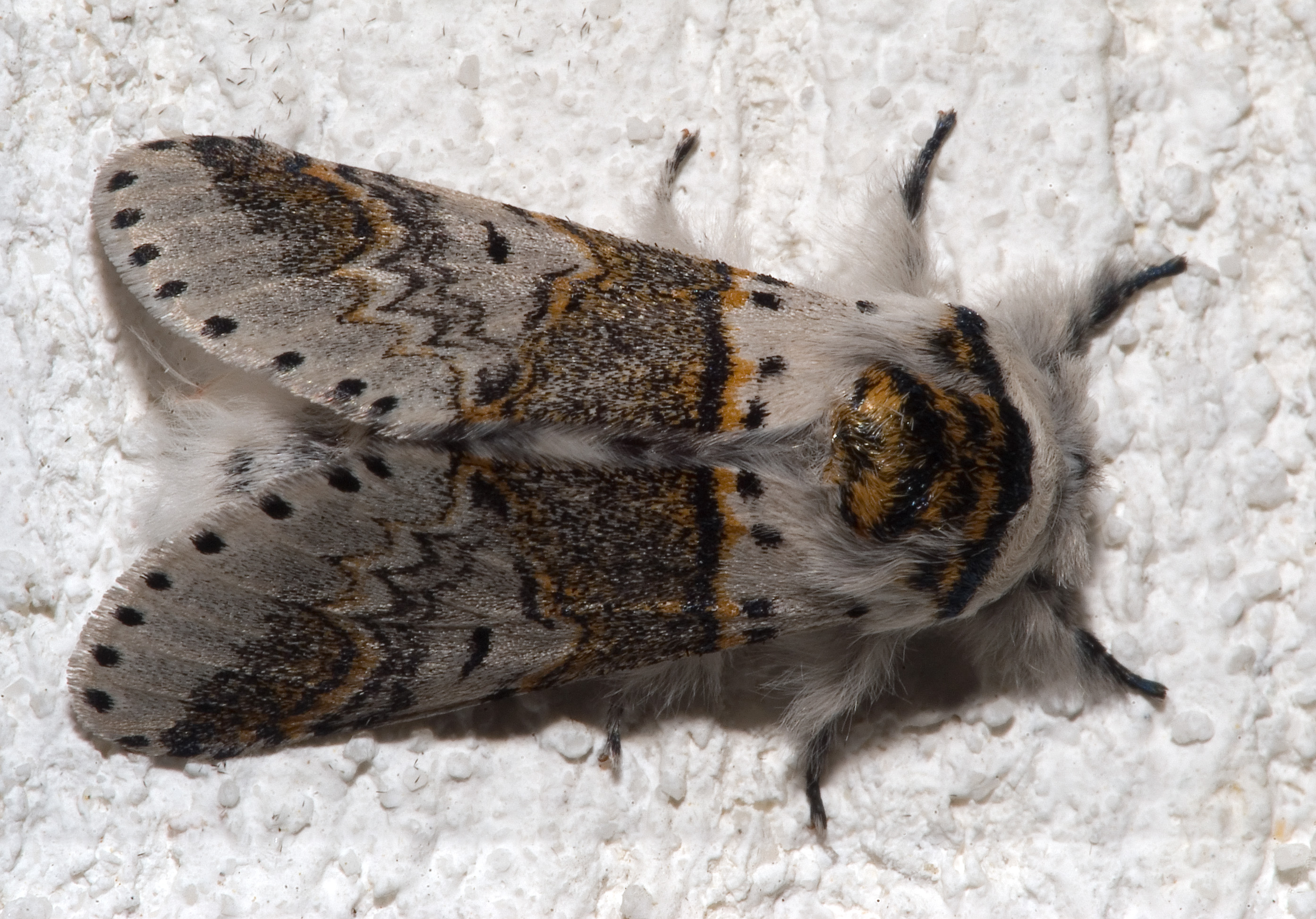
Imago w spoczynku

Motyl o krępym ciele i rozpiętości skrzydeł sięgającej od 34 do 37 mm. Głowa jest zaopatrzona w słabo owłosione oczy złożone i bardzo krótkie głaszczki, natomiast pozbawiona jest przyoczek i ssawki. Czułki nie osiągają połowy długości przedniego skrzydła i wykazują dymorfizm płciowy w budowie, będąc wyraźnie grzebykowanymi u samca, zaś u samicy mając krótsze ząbki. Szeroki tułów ma gęste owłosienie i nieodstające tegule. Skrzydło przedniej pary osiąga od 16 do 18 mm długości i ma szarobiałe, trochę prześwitujące tło. Szara lub brunatnoszara, przy pierwszym rozgałęzieniu żyłek kubitalnych wyraźnie od zewnątrz wpuklona przepaska środkowa jest obrzeżona czarnymi liniami, zachowującymi prawie równą grubość na całej długości. Poza tym czarne są trzy równoległe do siebie, mocno ząbkowane na żyłkach linie zlokalizowane w polu zewnętrznym, na zewnątrz od przepaski środkowej oraz szereg plamek przy zewnętrznej krawędzi skrzydła. Na obrzeżeniach środkowej przepaski oraz na ciemnej plamie wierzchołkowej występuje delikatne nakrapianie barwy żółtopomarańczowej. Owalne skrzydło tylnej pary ma jaśniejsze tło z ciemniej obwiedzionym brzegiem zewnętrznym. Odnóża są gęsto porośnięte wełnistymi włoskami. Odwłok również jest gęsto owłosiony.

### Stadia rozwojowe
Jaja są półkulistego kształtu i ciemnofioletowej do czarniawej barwy. Umieszczane są grupkach po dwie lub trzy sztuki na wierzchniej stronie liścia rośliny żywicielskiej.
Młoda gąsienica jest brunatna z zielonkawymi znakami na grzbiecie. Wyrośnięta gąsienica ma od 40 do 50 mm długości ciała. Ubarwienie ciała jest u niej zielone z brązową głową oraz brązowym, żółtawo obramowanym znakiem po grzbietowej stronie, najpierw szerokim, potem zwężonym, w środkowej części ciała siodłowato rozszerzonym i ku końcowi znowu zwężającym się. Na tylnym końcu odwłoka umieszczone są brunatno-żółte lub brunatno-zielone widełki. Tuż przed przepoczwarczeniem kolorystyka ciała staje się brudnobrązowa.
Ubarwienie poczwarki jest czerwonobrązowe do brunatnego, czasem z fioletowym połyskiem.

## Biologia i ekologia

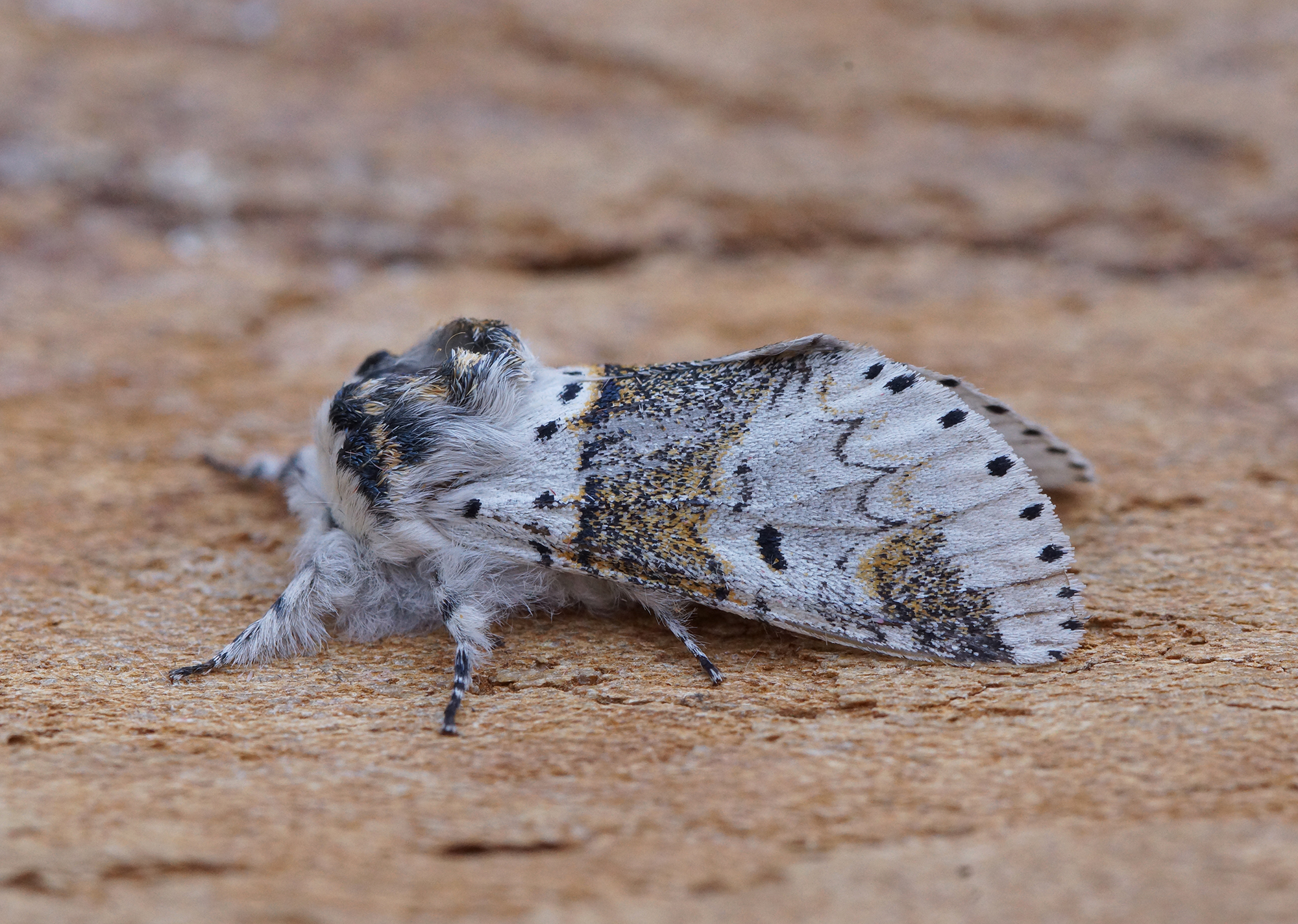
Imago w środowisku naturalnym; widok z boku

Owad ten zasiedla lasy liściaste i mieszane, zarośla, parki i zadrzewione doliny rzeczne.
Gąsienice są foliofagami żerującymi na liściach brzóz (w tym brzozy brodawkowatej), buka zwyczajnego, wierzb (w tym białej, czarniawej, dwubarwnej, iwy, kruchej, płożącej, szarej, śniadej i uszatej) oraz topól (w tym balsamicznej, białej, czarnej, Maksymowicza, osiki, Populus davidiana i Populus koreana). Najczęściej znajdowane są na niskich bukach, iwach i osikach.
Okres lotu motyli trwa od drugiej połowy maja do lipca, zaś okres żerowania gąsienic od lipca do września. Rozwój zarodkowy trwa około 9 dni. Wyrośnięta gąsienica konstruuje z przędzy i pogryzionej kory twardy kokon, w którym następuje jej przepoczwarczenie. Zimowanie odbywa się w stadium poczwarki. Owady dorosłe nie pobierają pokarmu i są aktywne nocą. Przylatują do sztucznych źródeł światła. Za dnia przesiadują na pniach drzew i konstrukcjach drewnianych.

## Rozprzestrzenienie i zagrożenie
Gatunek holarktyczny. W Europie znany jest z Portugalii, Hiszpanii, Irlandii, Wielkiej Brytanii, Francji, Belgii, Luksemburga, Holandii, Niemiec, Szwajcarii, Liechtensteinu, Austrii, Włoch, Danii, Szwecji, Norwegii, Finlandii, Estonii, Łotwy, Litwy, Polski, Czech, Słowacji, Węgier, Białorusi, Ukrainy, Rumunii, Bułgarii, Słowenii, Chorwacji, Bośni i Hercegowiny, Serbii, Czarnogóry, Albanii, Macedonii Północnej, Grecji oraz europejskich części Rosji i Turcji. W Azji rozmieszczony jest od Turcji, Zakaukazia i Syberii przez Azję Środkową, Iran i północne Chiny po Rosyjski Daleki Wschód i Koreę. Ponadto występuje w północno-zachodniej części nearktycznej Ameryki Północnej.
Na „Czerwonej liście gatunków zagrożonych Republiki Czeskiej” umieszczony został ze statusem gatunku narażonego na wyginięcie (VU).